# Therkel Christensen
Therkel Christensen (født 4. marts 1928 i Øster Snede Sogn, død 8. maj 1987) var en dansk politiker som var medlem af Folketinget for Centrum-Demokraterne i 1979.
Christensen blev født i Øster Snede Sogn i Midtjylland i 1928 som søn af forpagter Mads Therkelsen Christensen og husmoder Johanne Christensen. Han gik i skole i Gelballe i syv år til 1942 og på Lunderskov Tekniske Skole 1947-1950. Han havde forskelligt arbejde bl.a. ved landbrug og som smed og maskinarbejder. Fra 1963 til 1966 var Christensen afdelingschef i Tjæreborg Rejser. Senere havde han eget rejsebureau, var prokurist i Gislev Rejser A/S  og arbejdede blandt andet for Danmarks Rejsebureau Forening.
Christensen var aktiv i Danmarks Socialdemokratiske Ungdom (DSU), bl.a. som formand i Store Andst 1948-1950 og formand i Esbjerg 1951-1952, samt medlem af DSU's hovedbestyrelse 1952-1953.
Han blev folketingskandidat for Centrum-Demokraterne (CD) i Odense Østkredsen i 1975, og i Fåborg- og Nyborgkredsene i 1977. Ved folketingsvalget i 1977 blev han første stedfortræder for CD i Fyns Amtskreds og indtrådte i Folketinget da Ingolf Knudsen nedlagde sit mandat. Christensen var medlem af Folketinget fra 10. januar 1979 til 23. oktober 1979. Han havde forinden været midlertidigt folketingsmedlem to gange, i november-december 1977 og maj-juni 1978, som stedfortræder for Knudsen.